# Henri Matisse
Henri Matisse (Le Cateau-Cambrésis, 1869. december 31. – Nizza, 1954. november 3.) francia festőművész, a 20. századi festészet egyik legjelentősebb alakja.
„Ha az eszközök úgy megkoptak, mint a huszadik század festészetében, hogy kifejezőerejük kimerült, akkor vissza kell térni az alapokhoz… Akkor képeink megtisztulnak… közvetlenül a szép kékkel, a szép vörössel, a szép sárgával beszélnek, az elemi tartalmakkal, amelyek az emberi lélek mélyét érintik meg. Az a fauvizmus kiindulópontja: A bátorság, hogy visszataláljunk a tiszta eszközökhöz.” [forrás?]
A fauves-ok („vadak”) festészeti mozgalma – az impresszionizmus után – a legfontosabb lépés volt a modern festészet történetében. A fauve-ok a színek térhatást keltő tulajdonságait kutatták. Lemondtak a perspektíva alkalmazásáról. A kép felületén kétdimenziós, tiszta színfoltokat alkalmaztak.
„A fauvizmus egy rövid pillanat volt, amelyben úgy gondoltuk, hogy az összes színt egy szintre kell emelni anélkül, hogy egyet is feláldoznánk közülük…”
Matisse a modern festészet történetében Cézanne után és Picasso előtt a legnagyobb hatású festő volt. Jogi diplomát szerzett. Egy gyomorműtét (1890) után kezdett el festeni és festészetet tanulni. 1903-ban részt vett az első Őszi Szalonon, képeivel gyakran felháborodást keltve. 1912-ben Morozov, orosz műgyűjtő vásárolt tőle először. Morozovnak és Scsukinnak hála Moszkvában, a Puskin Múzeumban ma 48 Matisse-festmény látható.

## Életpályája
Henri-Emile-Benoît Matisse 1869. december 31-én született az észak-franciaországi Le Cateau-Cambrésisben. Nem volt koraérett, s főleg nem volt Pablo Picassohoz hasonló csodagyerek, életművét lassan, de folyamatosan és páratlanul harmonikus módon hozta létre. Szülei vetőmagot és festéket árultak kis vegyesboltjukban.
Egyértelmű volt a számára, hogy ő folytatja az üzletet, de gyenge egészségi állapota meghiúsította a terveit. 1882–1887 között humángimnáziumba járt, majd két évig jogot tanult Párizsban és diplomát szerzett. 1889-ben ügyvédbojtár lett. 1890 nyarától vakbélgyulladás következtében majdnem egy évig ágyban kellett feküdnie. A kórházban a szomszéd ágyon egy szövetgyáros ember képes levelezőlapok után tájképeket festett, ami nagyon tetszett Matisse-nak. Az ötlet édesanyjának is annyira megtetszett, hogy legközelebbi látogatásakor festőkészlettel ajándékozta meg fiát, hogy ne unatkozzon. A 20 éves ifjúban fellángolt a festészet iránti szenvedély. Amikor hazakerült a kórházból, otthon a lábadozása alatt is folytatta a festést. (E vonzalom már régebben is lappanghatott benne, mert már ügyvédbojtárként beiratkozott egy rajziskolába, ahol leendő textiltervezőket tanítottak. Az oktatás reggelente héttől nyolcig folyt egy épület padlásterében.)
Miután meggyógyult, visszatért Párizsba. Főnöke nem győzte figyelmeztetni, hogy a zord bírósági akták margóit ne firkálja tele ábráival. 1891-ben felhagyott a jogi terveivel és felvételizni szeretett volna egy képzőművészeti felsőoktatási intézménybe: az École des Beaux Arts-ra. Járt felvételi előkészítésre, de 22 éves korában sajnos mégsem sikerült a vizsga. Látogatta az Iparművészeti Főiskolát is, majd újra próbálkozott a felvételivel.
1895-ben, 25 éves korában végre sikerült. (Érdekesség: Lábán Rudolf 1907-ben végzett ugyanitt, az École des Beaux Arts-on, abban az évben, amikor Picasso hadat üzent addigi önmagának, és kiállította az „Avignoni kisasszonyok”-at.)
Szomszédja, Emile Wéry festő által fedezte fel magának Matisse az impresszionizmust. Ebben a stílusban festette 1897-ben (27 éves korában) a Terített asztal c. képét. Sokan támadták ezt a képet. Még Gustave Moreau-nak, a tanárának sem tetszett, mert ő inkább a szimbolista stílust szerette, de mégis megvédte tehetséges tanítványa munkáját a felháborodott bírálókkal szemben.
Egy évvel később, 1898-ban otthagyta a főiskolát, feleségül vette 4 éves kislánya anyját. Elutaztak Londonba, hogy megnézzék William Turner festményeit. Hazatérve Párizsba Matisse röviddel később Korzikára utazott tovább, s a tavaszt és a nyarat ott töltötte. Itt támadt fel a dél iránti szenvedélye.
Korzikán kis méretű tájképeket, csendéleteket és enteriőröket festett. A Földközi-tenger fénye új ragyogással töltötte meg színeit. 1899 ősszel megszületett az első fiúgyermekük, Jean. Második fiuk, Pierre 1900-ban látta meg a napvilágot. Felesége divatáruüzletet vezetett, ezért a gyerekeket gyakran kellett a nagyszülőkre bízni.

## Tanulóévei
1882–1887-ig Saint-Quentin-ben járt gimnáziumba, utána Párizsban kezdett jogot tanulni. 1889-től segédjegyzőként dolgozott a Derieu ügyvédi irodánál Saint-Quentin-ben, és az École Quentin de La Tour rajzkurzusára járt.

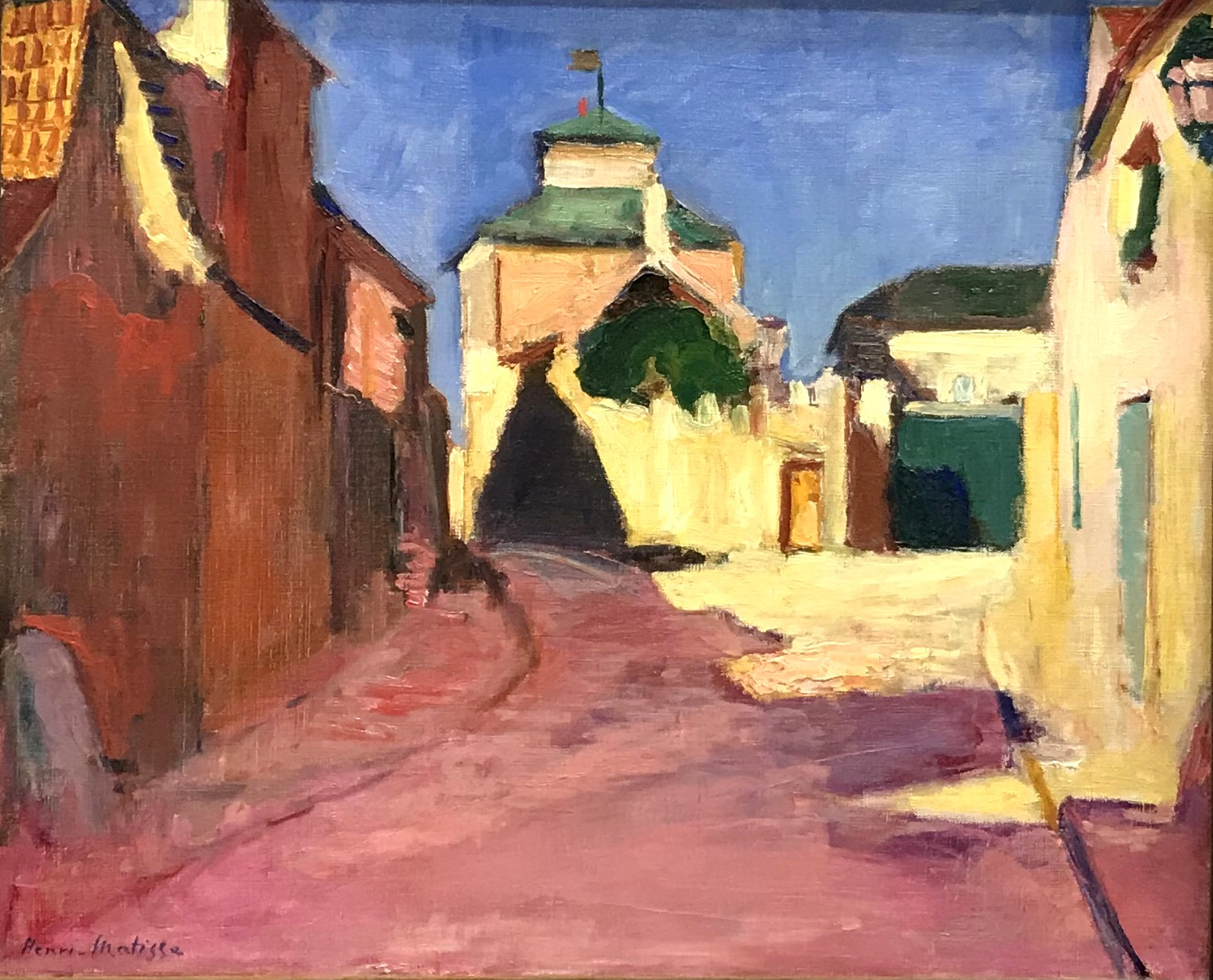
Arcueil-i utca

Az 1890-es évet gyomoroperációja miatt betegágyban kellett töltenie, ezalatt kezdett komolyan festeni, édesanyja, aki műkedvelő festő volt, festékkészlettel is meglepte. 1891-ben abbahagyta jogi tanulmányait hogy csak a festészettel foglalkozhasson.
Párizsba utazott, ahol beiratkozott az Julian Akadémiára, és elkezdett készülni az École des Beaux-Arts felvételi vizsgájára.
1892-ben felvételizett az École des Beaux-Arts-ra, de elutasították. Beiratkozott az École des Arts Décoratifs esti tanfolyamára, ahol összebarátkozott Marquet-val.
Ez év végén Moreau a szárnyai alá vette, tanítása alapvető szerepet játszott Matisse festészetének kialakulásában. Moreau műtermében dolgozott és sok időt töltött a Louvre-ban mások (például: Raffaello, Chardin, David) műveinek másolásával.
1894-ben megszületett lánya: Marguerite, akinek édesanyját; Amélie Parayre-t csak később, 1898-ban vette feleségül. Később még két gyermekük született: Jean 1899-ben és Pierre 1900-ban.
1895 áprilisában végre felvették az École des Beaux-Arts-ra.
1896-ban sikerrel állította ki négy képét a "Salon de la Société Nationale"-on, két képét meg is vásárolták.
Moreau halála után Matisse otthagyta az École des Beaux-Arts-t. Derainnel együtt Carriére festőakadémiáját látogatta és szobrászatot tanult.
1898-ban megházasodott, felesége Amélie Parayre. Nászútra Londonba mentek, ahol Matisse Pissaro tanácsára Turner műveit tanulmányozta. További utazásaik állomásai: Toulouse, Ajaccio.
1901-ben kiállított a 'Salon des Indépendants'-on, megismerkedett Maurice de Vlaminck-kal és André Derainnel. 1903-ban két képével részt vett az első Salon d’Automne-on, mely anyagi hasznot nem hozott, de remek bemutatkozási lehetőség volt.
1904-ben tartotta első saját kiállítását Ambroise Vollard galériájában. Ez év nyarát Saint-Tropez-ben töltötte, Paul Signac villája mellett lakott. Ekkor festette híres Fény, nyugalom és gyönyör (Luxe, calme et volupté) c. festményét, amelyet Signac megvásárolt tőle. Az ez évi Salon d’Automne-on 13 képét állította ki.

## Fauvizmus
1905 nyarát Matisse Collioure-ban töltötte Derainnel. Az ez évi Salon d’Automne-on Matisse, Derain, Friesz, Manguin, Marquet, Puy, Rounault, Valtat és Vlaminck képeit együtt állították ki. A nagy sajtóvisszhangot kiváltó megnyitón a legélesebb felháborodást Henri Matisse Nő kalappal című képe váltotta ki. Az eseményen jelen volt a „Gil Blas” című lap kritikusa: Louis Vauxcelles – ő nevezte őket írásában ironikusan Fauves-nak („vadaknak”). Az elnevezés gyorsan elterjedt, az 1906-os Salon des Indépendants-on már mindenki így hívta őket.
1906-ban tartotta Matisse második önálló kiállítását, 55 képpel, 3 szoborral, rajzokkal és metszetekkel, a Druet galériában. Részt vett az 1906-os Salon d’Automne-on.
Ez évben találkozott először Picassóval Párizsban, mindketten Gertrude és Leo Stein műgyűjtők kedvenceivé váltak. Matisse sok technikai tanáccsal segítette Picassót, bemutatta néhány műgyűjtőnek, közösen kiállítottak.
1907-ben kiállítások: tavasszal a Salon des Indépendants-on és ősszel a Salon d’Automne-on.
1908-ban, Párizsban megnyílt az Académie Matisse. Nagy sikere volt, sok diákkal, de Matisse-nak nagyon nagy munkát jelentett, ezért két év után otthagyta.
1906-tól sok helyre utazott (inspiráció gyűjtés céljából is): Algériába, majd Olaszországba, Németországba, Marokkóba és Oroszországba.
1908-ban megnyíltak első kiállításai New Yorkban, Moszkvában és Berlinben.
Ez évben festette a Vörös harmónia (La Desserte rouge) c. képét.
1909-ben Scsukin, a moszkvai műgyűjtő megrendelt Matisse-tól két képet: Tánc és Zene címekkel. Ez évben Párizsból Issy-les-Moulineaux-ba költözött; házat vásárolt és műtermet épített.
1910-ben nagy, retrospektív kiállítása nyílt Párizsban, a Bernheim-Jeune Galériában.
1910-1912 utazásai: München, majd Spanyolország, Moszkva, Marokkó, Tanger.
1913- részt vett a New York-i Armory Show-n és Berlinben a Secession Kiállításon.
1914-ben, a háború kitörésekor festményeit elkobozták. Nem hívták be katonai szolgálatra.
1916-tól rendszeresen járt Nizzába. Először csak a teleket töltötte a Côte d’Azurön, később az év egyik felében Párizsban, a másik felében Nizzában élt.
1918-ban Picassóval közösen állított ki. Antibes-ban meglátogatta Bonnard-t, Cagnes-ban pedig Renoirt.
1920-ban Sztravinszkij Csalogány c. balettjéhez díszleteket és kosztümöket tervezett. Az Orosz Balettal Londonba utazott.
1922-ben Odaliszkokról sorozat – 1919 és 1929 között mintegy 50 odaliszkot ábrázoló kép készült.
Ekkor volt Matisse modellje Henriette Darricarrére, aki 1920-tól 1927-ig modellkedett neki. Legtöbb odaliszk témájú festményét, köztük Dekoratív alak ornamentális háttér előtt (Figure décorative sur fond ornamental) címűt és több szobrát róla mintázta.
- 1927-ben szervezett számára fia (Pierre Matisse) először kiállítást New Yorkban. Később, 1934–35-ben több kiállítása is volt fia New York-i Galériájában.
- 1930-as utazásai: New York, San Francisco, Tahiti. Albert Barnes-tól felkérést kapott egy freskóra – ez lett a La Danse (A tánc), melyen három éven át dolgozott. A freskó előkészületei során színes papírkivágásokat használt.
- 1931–33- nagy retrospektív kiállítások: Berlin, Párizs, Bázel, New York
- 1935–36-ban több aktot festett, modellje ez időben: Lidia Delektroszkaja- később a titkárnője lett, ő segített neki a papírkivágásoknál is. Róla mintázta a Rózsaszínű akt (Le nu rose) c. festményét.
- James Joyce Ulysseséhez rézkarcokat készített, és Sosztakovics „Vörös és fekete” c. balettjének díszletein, jelmezein dolgozott. A balettet *Monte-Carlóban, New Yorkban és Párizsban mutatták be.
- Matisse Múzeum Nizzában

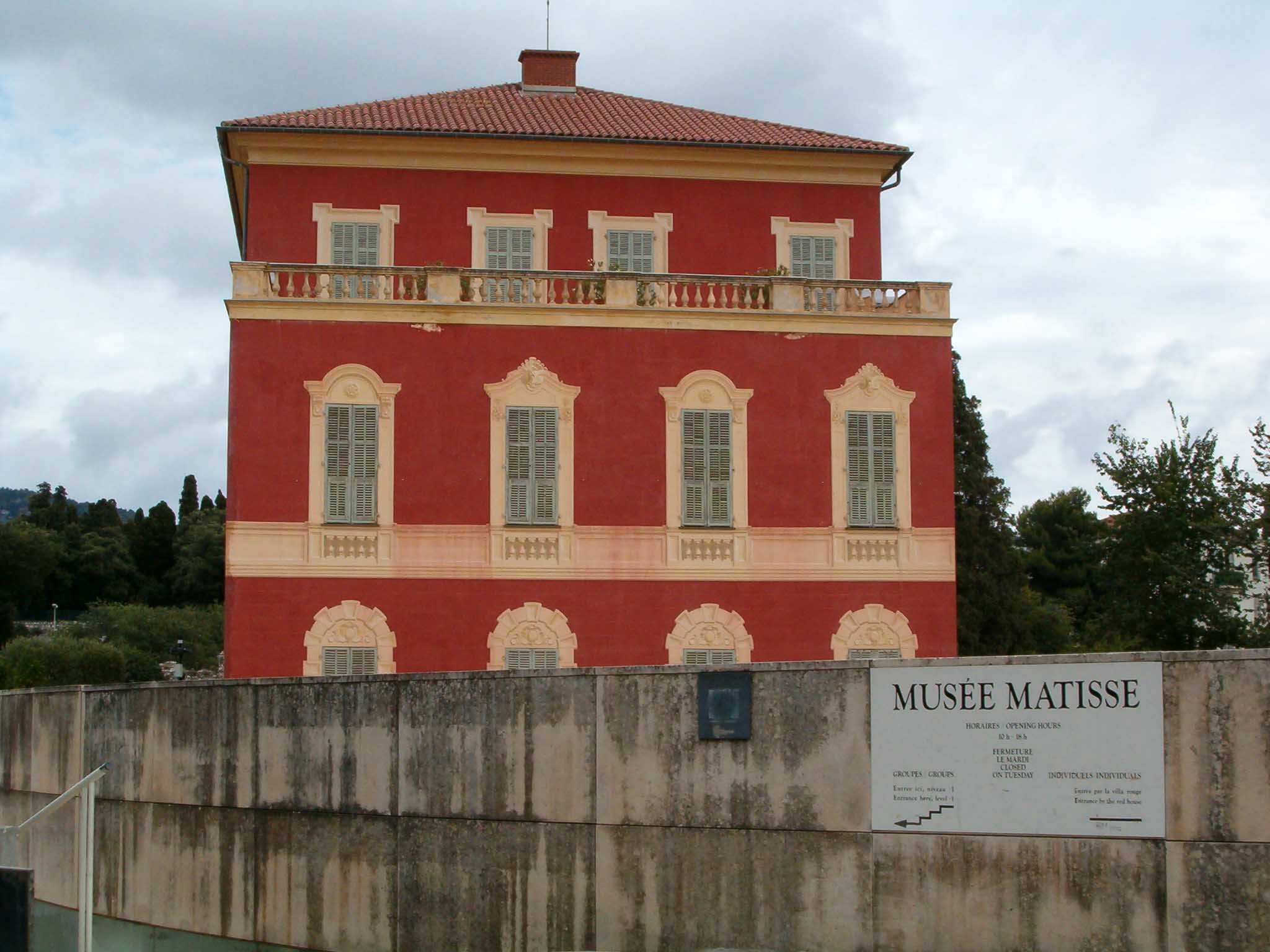
Matisse Múzeum Nizzában

- 1939-től, a második világháború kitörésétől Nizzába költözött. Elvált feleségétől. Matisse sosem foglalkozott politikával, ezért a Vichy-kormány hagyta alkotni.

Felesége és lánya az ellenállásnak dolgoztak, amiért felesége hat hónapot töltött börtönben, lányát koncentrációs táborba tartó vagonba zárták, de a szövetségesek érkezésekor kiszabadult.
- 1941-ben nyombélrákkal operálták a lyoni kórházban. Felgyógyult, és újult erővel dolgozott Nizzában, bár gyakran ágyban vagy kerekesszékben festett.
- 1943-ban Vence-ba költözött.
- 1948-tól 1951-ig dolgozott a vence-i Rózsafüzér-kápolnán, amely a Domonkos-rend nővéreinek tulajdona. Az épület eredetileg pajta volt.

## Papírkivágások (Papiers découpés)
Matisse 1920-ban használt először papírkivágásokat, amikor A fülemüle éneke c. balett táncosainak ruháját tervezte, de ekkor ezt a technikát még csak segédeszközként használta.
1943-tól lett a papírkivágás a fő technikája, jelentős újítás volt, és ágyhoz kötött egészségi állapotában kerekesszékéből is tudott így dolgozni.
Asszisztensnőjére bízta a papír gouache-sal való befestését, melyből aztán kivágta figuráit, formáit, majd kollázst készített belőlük.
Matisse ezt a technikát „ollóval való rajzolás”-nak nevezte.
Emmanuel Tériade görög könyvkiadó felkérése 1943–44-re 20 papírkivágásos képpel készült el, amelyeket 1947-ben "Jazz" címmel ki is nyomtattak Párizsban. A könyv 250 példányban jelent meg.
A "Kék aktok" sorozata 1952-ben készült.
1953-ban kiállítása nyílt papírkivágásaiból Párizsban.
1954. november 3-án szívroham következtében hunyt el Nizzában, halála pillanatáig dolgozott.
Nizzában, a Cimiez-i temetőben temették el.